# Pauline Bureau
Pour les articles homonymes, voir Bureau.
Pauline Bureau est une autrice et metteure en scène française contemporaine. Elle a fondé la compagnie de théâtre La part des anges.

## Biographie
En 2004, à la sortie du Conservatoire national supérieur d'art dramatique, Pauline Bureau fonde avec des camarades de sa promotion la compagnie La part des anges, avec laquelle elle monte plusieurs pièces. Le travail de cette compagnie s’oriente au fil des années vers une écriture de plateau.
En 2011, Modèles, écriture collective sur l’identité féminine, marque un tournant dans son travail. À la suite de cette création elle écrit, avec et pour les acteurs et actrices qui l’accompagnent, Sirènes, qui est créé en janvier 2014 au Théâtre Dijon-Bourgogne.
En février 2015, elle crée Dormir cent ans, à nouveau au Théâtre Dijon-Bourgogne. Elle est artiste associée au TDB, ainsi qu’au Volcan, scène nationale du Havre et au Merlan, scène nationale de Marseille.
En février 2017, elle crée Mon cœur, pièce qui retrace le scandale du Mediator. Une version filmée de cette pièce a été réalisée, en partenariat avec Culturebox et Oléo films.
Le 10 novembre 2017, elle met en scène Les Bijoux de pacotille, de et avec Céline Milliat-Baumgartner.
En 2018, sur proposition du Théâtre de La Poudrerie, elle participe à l'écriture puis met en scène Cet été et La Rencontre, deux portraits de femmes conçus à partir d'interviews réalisées avec des habitantes de la ville de Sevran.
Le 9 juillet 2018, Pauline Bureau met en scène Bohème, notre jeunesse d'après Giacomo Puccini, en salle Favart du Théâtre national de l'Opéra-Comique. La direction musicale est confiée à Marc-Olivier Dupin.
Au printemps 2019, elle écrit et met en scène pour la troupe de la Comédie-Française Hors la loi. Jouée au Théâtre du Vieux-Colombier, la pièce relate l'avortement de Marie-Claire Chevalier et le procès de Bobigny qui suivit.
En 2019, Pauline Bureau est nommée deux fois aux Molières pour le spectacle Mon cœur comme autrice francophone vivante et metteure en scène d’un spectacle de théâtre public
Le 5 novembre 2019, elle crée Féminines à la Comédie de Caen, l’histoire d’une poignée de femmes qui, d’une kermesse à Reims en 1968 à la coupe du monde de football en 1978, vont écrire un épisode décisif de l’histoire mondiale du sport. Le spectacle reçoit en 2020 le prix de la meilleure création d'une pièce en langue française du Syndicat de la critique.
En février 2020, elle met en scène à l’Opéra-Comique La Dame blanche de Boieldieu. Cette même année, elle reçoit le prix Théâtre SACD.
Pour autrui est créé au Théâtre national de la Colline à Paris le 21 septembre 2021.
Consciente de la sous-représentation des écritures de femmes sur les plateaux de théâtre, elle travaille également à l’émergence de nouvelles voix en produisant des spectacles écrits par des femmes : après Les Bijoux de pacotille de Céline Milliat-Baumgartner, Constellation(s) de Léa Fouillet (création janvier 2022).
Neige est créé en octobre 2023 à la Comédie de Saint-Etienne, centre dramatique national, où elle est associée. En plongeant dans l'univers de Blanche-Neige, elle retrouve le conte sans craindre la magie et le merveilleux. Le spectacle reçoit en 2024 le Molière pour la meilleure création visuelle et sonore et le Molière du spectacle jeune public.

## Le projet artistique de La part des anges
« Ce qui m’intéresse, c’est d’atteindre l’ossature poétique de toute vie. De montrer comment une personne ordinaire devient une héroïne. »

— Pauline Bureau – mai 2019
Au cœur de La part des anges existe la volonté artistique et politique d’aller à la rencontre de tous les publics et d'éveiller un maximum de spectateurs à l'écriture contemporaine et à la dramaturgie du réel.
Après un premier cycle de créations centré sur la construction de l’identité, le travail de la compagnie s’est attaché à explorer la vie des femmes et de la société contemporaine dans de grandes fresques théâtrales. Par un travail long et minutieux de rencontres, Pauline Bureau s'empare de parcours de vie d'héroïnes contemporaines auxquelles le théâtre s'est jusqu'alors peu intéressé.
Les textes de ses pièces – Sirènes, Dormir cent ans, Mon cœur sont publiés aux Éditions Actes Sud-Papiers. Depuis 2019, les textes Féminines, Pour autrui et Neige sont en accès libre sur le site de la compagnie.

## Œuvres, réalisations

### Écriture et mise en scène
(Sans précision, l'écriture est de Pauline Bureau.)
- 2023 : Neige
- 2021 : Pour autrui
- 2019 : Féminines
- 2019 : Hors la loi
- 2018 : Cet été et la rencontre, écriture collective, mise en scène de Pauline Bureau[11]
- 2017 : Mon cœur[12]
- 2015 : Dormir cent ans
- 2014 : Sirènes[13]
- 2014 : Modèles réduits, écriture collective, mise en scène de Pauline Bureau
- 2011 : Modèles[14], écriture collective, mise en scène Pauline Bureau

### Mise en scène
- 2020 : La Dame blanche, opéra de François-Adrien Boieldieu
- 2018 : Bohème, notre jeunesse, opéra d'après Puccini
- 2017 : Les Bijoux de pacotilles texte de Céline Milliat-Baumgartner
- 2012 : La Meilleure Part des hommes[15], d’après le roman de Tristan Garcia
- 2011 : Comment j'ai mangé du chien[16] d’Evguéni Grichkovets
- 2010 : Roberto Zucco[17] de Bernard-Marie Koltès
- 2009 : Lettres De l’intérieur de John Marsden
- 2008 : Romeo et Juliette, d’après William Shakespeare

### Productrice, dispositif Nouvelles voix
- 2022 : Constellation(s) de Léa Fouillet
- 2017 : Les Bijoux de pacotilles texte de Céline Milliat-Baumgartner

## Distinctions

### Récompenses
- 2015 : Prix nouveau talent Théâtre de la Société des auteurs et compositeurs dramatiques
- 2016 : Double prix du public et du jury au festival international jeune public MOMIX[18] pour Dormir cent ans
- Molières 2017 : Molière du spectacle jeune public pour Dormir cent ans
- Prix du syndicat de la critique 2020 : Prix de la meilleure création d'une pièce en langue française pour Féminines[19]
- 2020 : Prix SACD (prix Théâtre)[20]
- Molières 2022 : Molière de l'auteur francophone vivant pour Féminines
- Molières 2024 : Molière du spectacle jeune public et Molière de la meilleure création visuelle et sonore pour Neige

### Nominations
- Molières 2019 : Molière du metteur en scène dans un spectacle de théâtre public pour Mon cœur, nomination au Molière de l'auteur francophone vivant pour Pauline Bureau, finaliste du grand prix de littérature dramatique[21]
- Molières 2020 : Molière de l'auteur francophone vivant et au Molière du metteur en scène d'un spectacle de théâtre public pour Hors la loi
- Molières 2022 : Molière du spectacle de théâtre public et Molière du metteur en scène d'un spectacle de théâtre public pour Féminines